# マダガスカルの鉄道

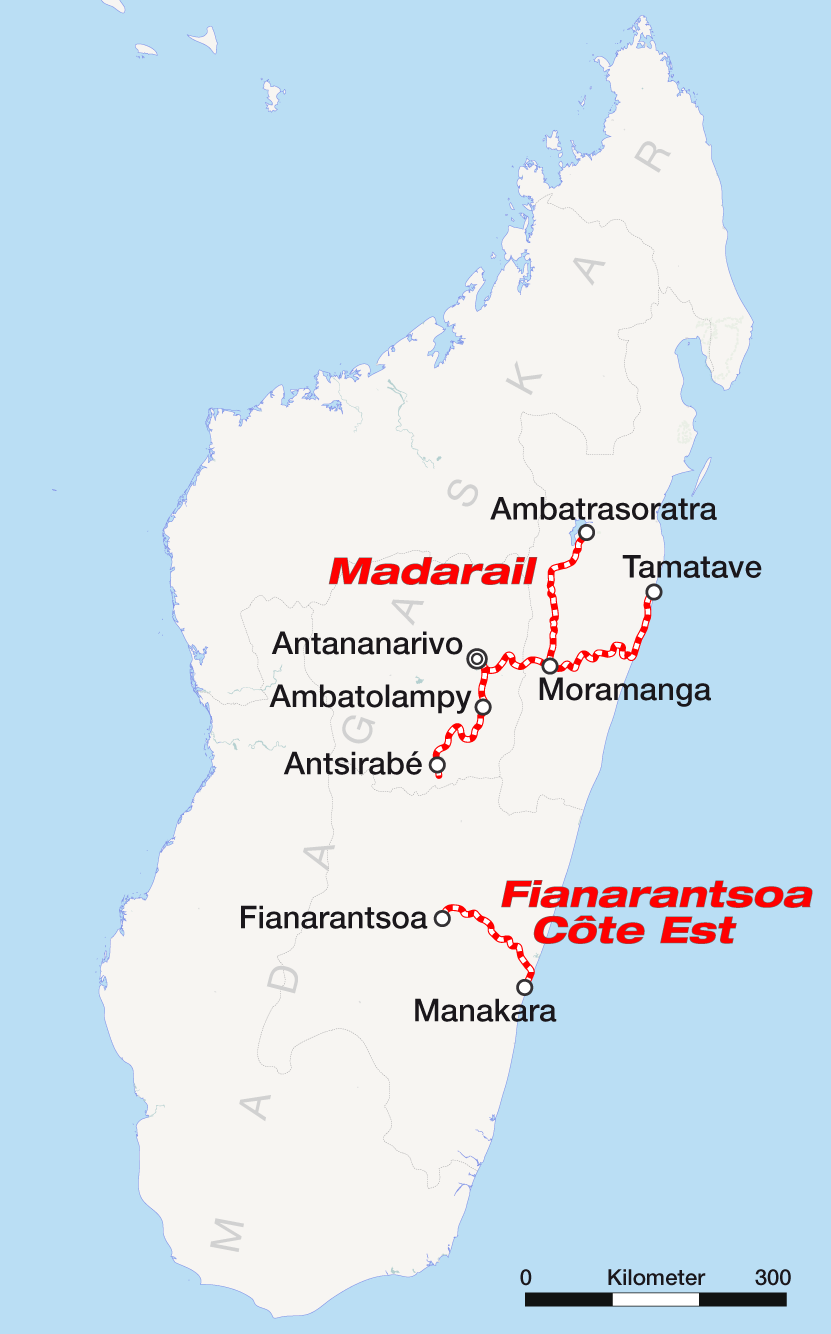
マダガスカルの鉄道網

本項では、マダガスカルの鉄道について、その歴史や鉄道網の現況などを中心に、マダガスカルの鉄道事情を記述する。まず、マダガスカル島には、首都アンタナナリヴと港町トゥアマシナとを結ぶ鉄道路線及びその支線からなる北部鉄道網（フランス語: Réseau Nord）と同島南東部を走り、中央高原の町フィアナランツアと東海岸の港町マナカラとを結ぶ「フィアナランツア＝東海岸線」を中心とした南部鉄道網（フランス語: Réseau Sud）の二つのネットワークが存在する。いずれの路線も軌間は 1,000 mm のメーターゲージであり、フランス植民地時代の20世紀初頭から1930年代にかけて建設された。

## 歴史
1900年以前にも、海沿いのマジュンガ（現マハザンガ）を通って船が航行可能なイクパ川に面した内陸港のマエヴァタナナからアンタナナリヴまでの350キロメートルを結ぶ道路があったが、まもなく、主要港のタマタヴ（現トゥアマシナ）と首都のタナナリヴ（現アンタナナリヴ）をなにがしかの手段で結ぶ必要性が認識された。フランス軍がメリナ王国を軍事制圧した1896年から、フランス軍工兵隊の指揮の下で徴用されたマダガスカル島民によりタマタヴのパンガラヌ運河とブリッカヴィル（現ヴヒビナニ又はアンパシマヌルチャ）との間で最初の作業（平坦な道路の建設）が始まった。
インドシナや西スーダンの植民地経営で実績のあったジョゼフ・ガリエニが新しいマダガスカル植民地の総督に赴任し、メナランバの乱をおおむね鎮圧した1901年からブリッカヴィルからタナナリヴを結ぶ路線の敷設工事を敢行した。全世界のフランス領植民地及び本国から運ばれた建設資材とレールは、タマタヴ港の船上で小型の帆船に積み替えられ、ブリッカヴィルへ送られた。本路線の工事は、鉄道開設史の中でも記録に残るほどの難工事であったと言われている。特に中央高地から東海岸の低地へ急激に落ち込む崖を切り開く区間に時間がかかった。労働力として中国人のクーリーが投入されたが、数百人が命を落としたと言われている。
タナナリヴ－ブリッカヴィル間は1909年4月1日に開通したが、タナナリヴ側の終点スアラヌ駅は開業に間に合わず、完成が次の年に持ち越された。1912年にタナナリヴ－アンツィラベ間の敷設工事が始まる一方で、1913年にはブリッカヴィルからタマタヴへの延伸工事が完成した。その後数年のうちに、いくつかの支線が開通した。特にムラマンガ－アラウチャ湖地方間の支線は1915年に開通し、アラウチャ湖地方－アンバトゥンヂャザーカ間は1922年に開通した。タナナリヴ－アンツィラベ間は、1923年10月に開通した。
一方で、マダガスカル島南東部を走り、中央高原の町フィアナランツアと東海岸の港マナカラとを結ぶ「フィアナランツア＝東海岸線」は、走行距離163キロメートル、1926年から1936年の間に建設された。フランスは建設にあたって、SMOTIGと呼ぶ強制労働政策により徴用されたマダガスカル島民を労働力に用いた。また、第一次世界大戦における戦勝によりドイツから賠償として得たレールと枕木を資材に用いた。本路線には、21世紀現在でもまだ、1893年に製造されたものが使われている。
1944年、マダガスカル島の南北の路線を統括することを予定して海外鉄道総合公社が創設された。同公社は1951年にマダガスカル鉄道公社と名前を変えたのち、マダガスカル独立達成後の1974年に国有化され、1982年5月6日に国立マラガシー鉄道網という名の国営企業となった。